# Кавказька Албанія

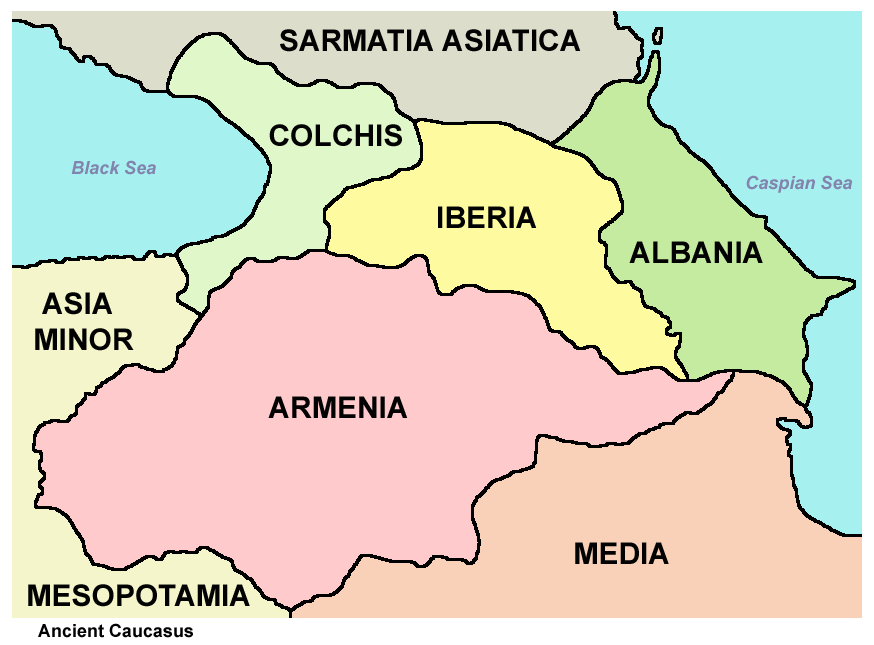

40°21′53″ пн. ш. 46°52′56″ сх. д. / 40.364722° пн. ш. 46.882222° сх. д.
Кавка́зька Алба́нія — стародавня назва гірського району на сході Закавказзя на узбережжі Каспійського моря, який тепер входить до складу Азербайджану і Дагестану. Одна з найдавніших держав Східного Закавказзя. Албанія відігравала значну роль в стародавній та ранньосередньовічній історії Кавказу.
Албанія охоплювала територію в нижній течії Кури та Араксу. На півночі кордони Албанії доходили до Головного Кавказького хребта включно з південними районами сучасного Дагестану. Східною межею було Каспійське море. На заході Албанія включала частину долини річки Іорі, а на півдні долину Араксу, Мільську долину та частину Муганського степу.
Кавказькі албанці вперше згадуються в античних авторів — Плінія Старшого, Арріана, як складова частина армії Дарія III в битві при Гавгамелах проти Александра Македонського. За даними клинописних текстів та античних авторів населення Албанії звалося «албанцями», «утіями» чи «удінами», «гелами» чи «легами» та «каспіріями» і поділялося на 26 племен. Відомості давніх авторів та результати розкопок зображують Кавказьку албанію родючою країною. Населення займалося плужним землеробстовом, садівництвом та городництвом, відгінним скотарством. Існували й міста, найдавнішим з яких було головне місто країни — Кабала (Кабалака). В останні сторіччя до нашої ери в Албанії почала складатися перша держава. Албанці поклонялися Місяцю, який був їх головним божеством та Сонцю. Головний храм та храмова область знаходилися в західній частині країни поруч кордонів Грузії.
В І сторіччі до нашої ери цар Кавказької Албанії Оройс разом з царем Вірменії Тиграном II та царем Іберії Артоком вів війну проти римлян які вторглися у Закавказзя на чолі з Лукуллом (69-67 роки до нашої ери) та Помпеєм (похід 66-65 роки до нашої ери). В цій боротьбі Албанії вдалося зберегти свою незалежність.
В III-V століттях в Албанії складаються феодальні відносини. Опорою влади були землевласники азати.
З IV століття цар Урнайром почав запроваджувати християнство. Незабаром церква отримала значні володіння, а селяни мусили платити на її користь десятину. В IV−VIII століттях албанську церкву очолював самостійний (автокефальний) католікос.
В III столітті Албанію захопила держава Сасанідів яка вперто намагалася закріпитися в районі сучасного Дербенту де знаходилося одне з найдавніших міст Албанії — Чола (Чога, Джора). Сасаніди обклали населення важкими податками та повинностями змушуючи будувати укріплення в районі Чоли. Визиск іноземців призводив до повстань албанців та інших закавказьких народів. Найбільшим було повстання вірмен, албанців та іберів у 450−451 роках на чолі з вірменським князем Варданом Маміконяном. Відбувалися повстання і пізніше — в 481−484, 571−572 роках та інші. Придушивши повстання 457 року очолюване царем Ваче II, Сасаніди скасували царський титул Албанії, однак пізніше його було відновлено за царя Вачагана III (487−510), а в VI столітті знову скасовано. В VII столітті князі з роду Міхранідів в умовах, коли держава Сасанідів ослабла в боротьбі з арабами відновили політичну самостійність країни. Видатним державним діячем першої половини VII століття був князь Джеваншир. За його правління Албанія змогла відстояти свою незалежність в боротьбі з Халіфатом на півдні та Хозарським каганатом на півночі.
З V століття отримує розвиток писемність Албанії пристосована до однієї з місцевих мов — гаргарської. Албанська абетка складалася з 52 букв і мала багато спільних рис з грузинською та вірменською абетками. Були відкриті церковні школи в яких навчалися діти знаті та духовенства. На албанську перекладалися церковні книжки. Розвивалася література, а з VII століття й історія — була складена книжка «Історія агван» яка містить цінні відомості з історії країни. Створення цієї книжки пов'язане з ім'ям Мойсея Каланкайтукського (Мовсеса Каганкатваци). Архітектурними пам'ятками тих часів є храми руїни яких збереглися в селах Лякит та Кум Кахського і на горі Бешидаг Агдамського районів Азербайджану.
На початку VIII століття Албанію завоював Халіфат. В IX столітті військово-політичні позиції халіфату на Кавказі значно ослабли. Цьому серед іншого сприяв рух хуррамітів. В другій половині IX століття більша частина Албанії опинилася в складі володінь ісламізованих місцевих князів, найстійкішими з яких виявилися держави очолювані династіями Шеддадідів та Маз'ядідів. У вірменських князівствах в правобережній Кавказькій Албанії Григорій Хамам в Х столітті тимчасово відновив титул царя Албанії. Залишками цих володінь були у XVIII столітті князівства меліків Карабаху. В результаті асиміляції місцевого населення різноманітними тюркськими елементами в Албанії так само як і в сусідній Атропатені поширюється тюркська азербайджанська мова.